# Panacea
Panacea – jednostka osadnicza w Stanach Zjednoczonych, w stanie Floryda, w hrabstwie Wakulla.